# 弥三郎岳
弥三郎岳（やさぶろうたけ）は、山梨県甲府市にある、奥秩父山地の南（西）部に位置する山。
標高は1,058m。弥三郎岳・展望台・パノラマ台を総称して羅漢寺山（らかんじやま）と呼び、国土地理院発行地形図では羅漢寺山で表記されており山梨百名山、甲府名山でも記載名は羅漢寺山である。東の麓 御岳昇仙峡 を挟んだ向こう側は水ヶ森-帯那山の山脈。観光地として整備されている部分が多い。うぐいす谷という断崖がある。仙娥滝近辺からパノラマ台（縁は断崖）まで、昇仙峡ロープウェイで行くことが出来る。
ロープウェイの駅近くに八雲神社と茶店がある。頂上の下に弥三郎権現がある。山頂へは鎖場があり、岩場・断崖絶壁となっている。弥三郎の名は、武田家などにも納めていた酒造りの名人の名であるという。

## 隣接する山・峡谷
- 御岳昇仙峡
- 白砂山

## ギャラリー

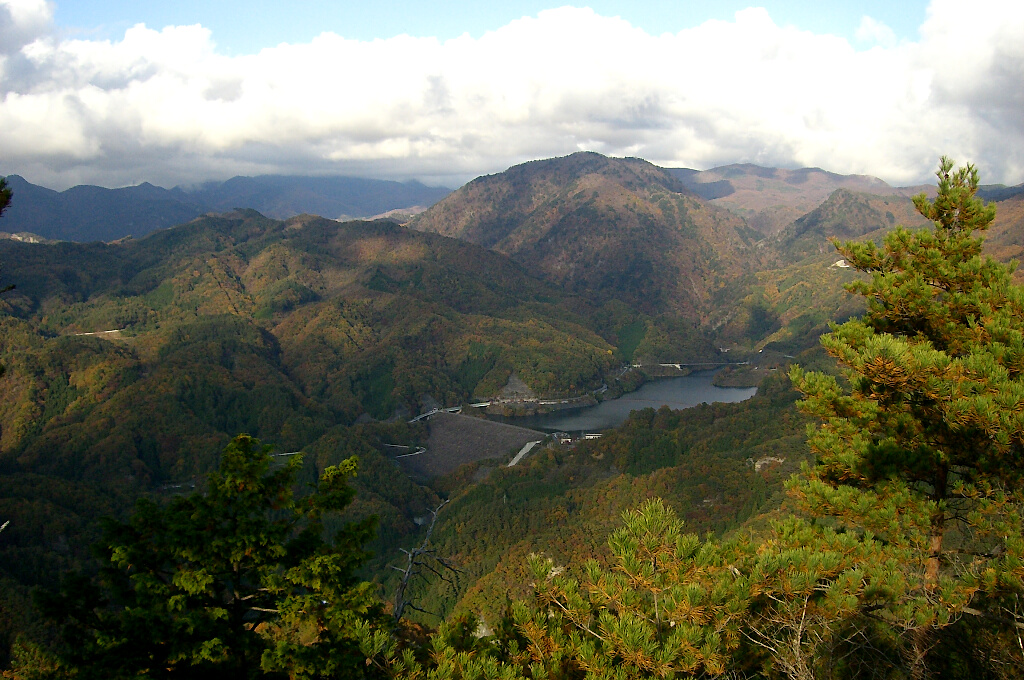
荒川ダムを望む（2007年11月11日撮影）
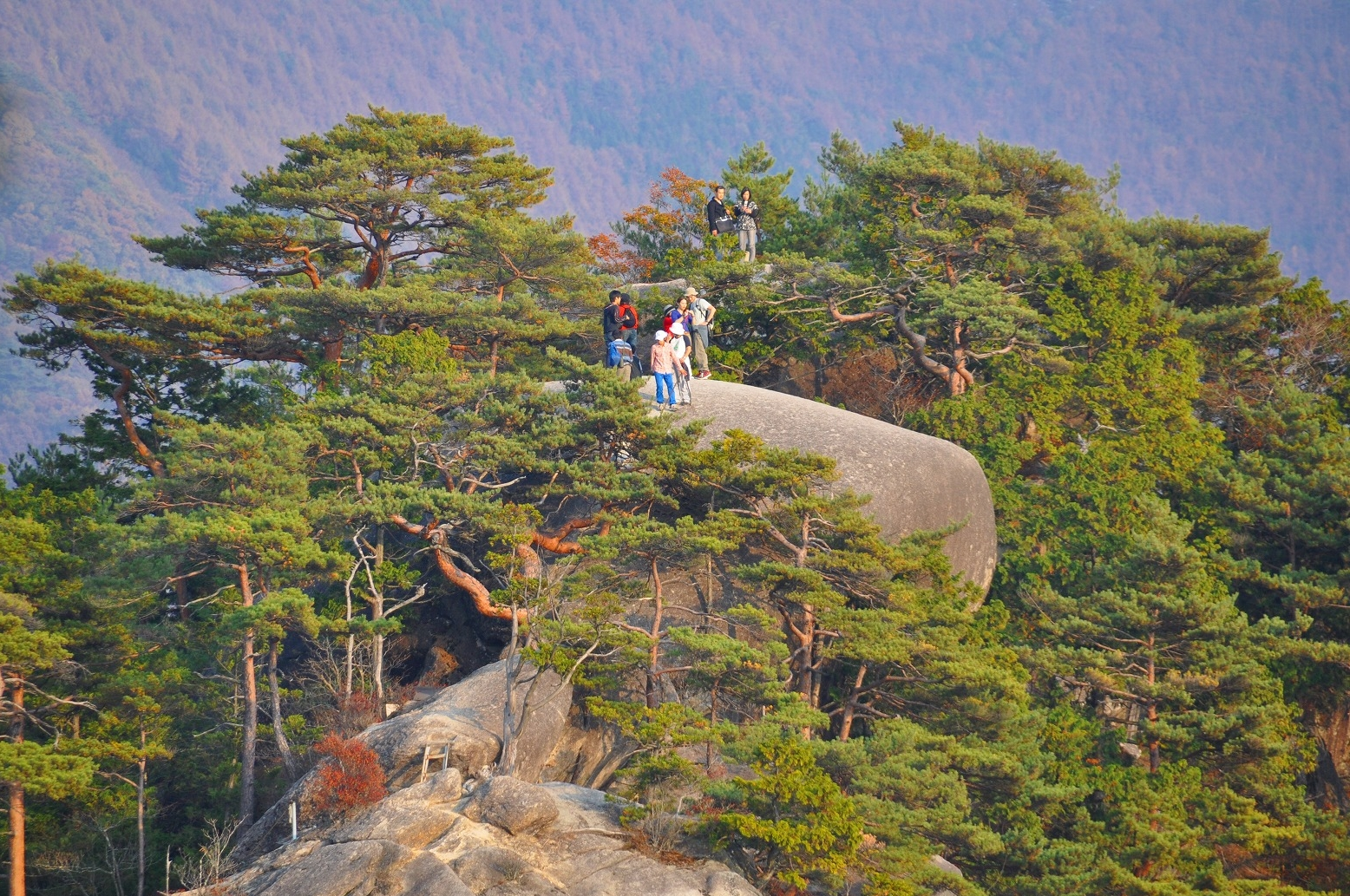
断崖の岩場に立つ人々
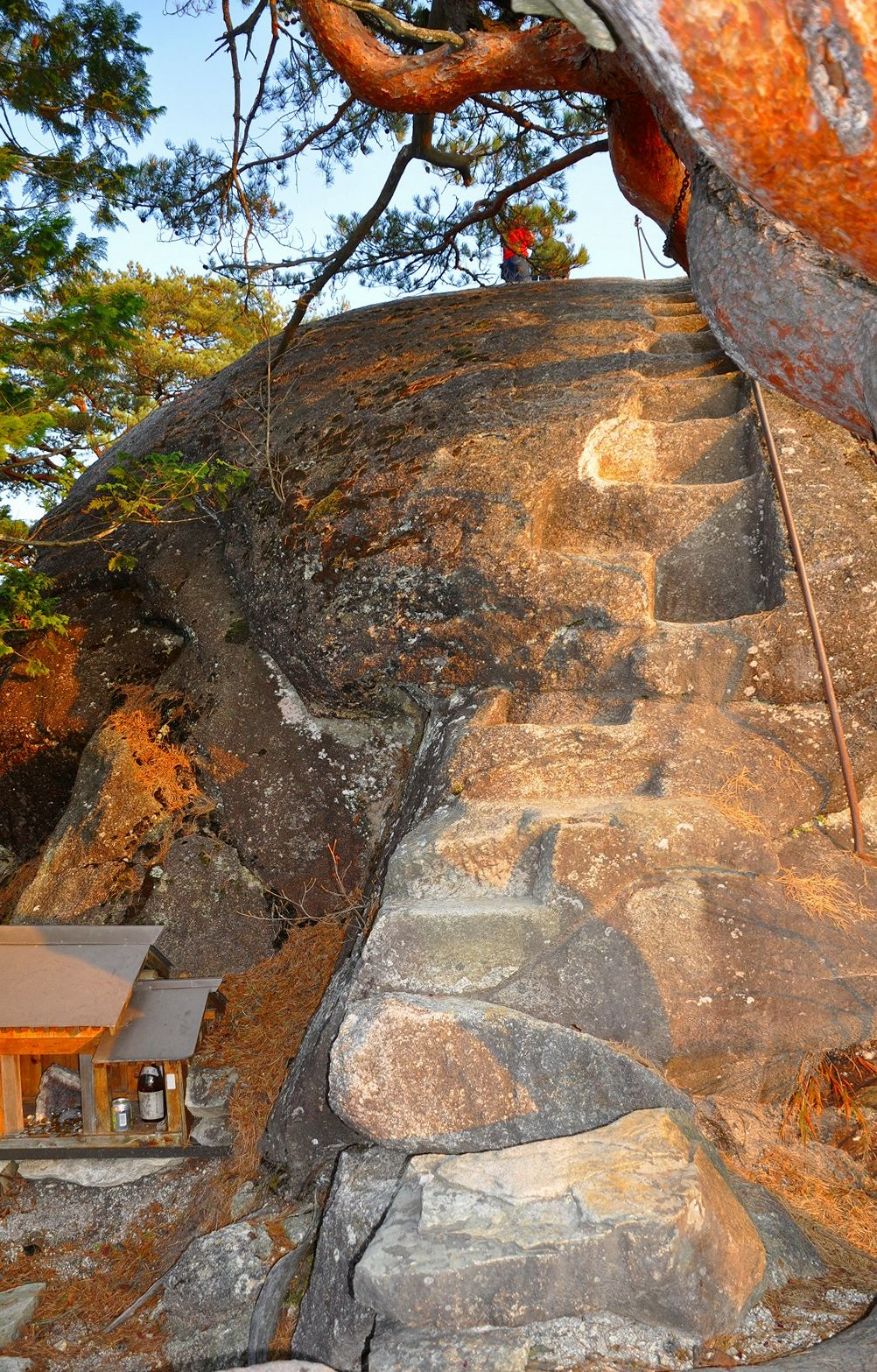
頂上へ向かう階段
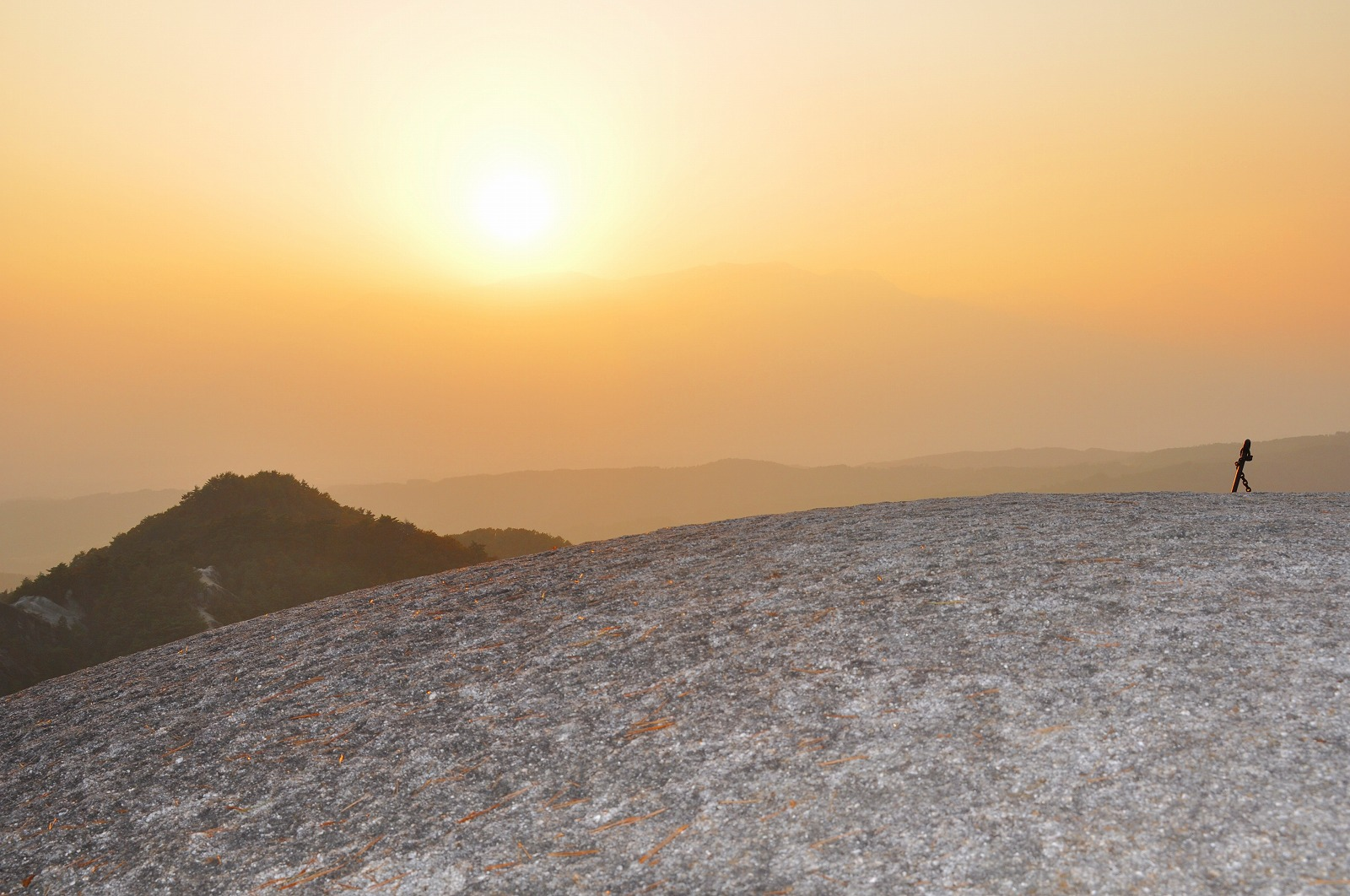
頂上からの夕日
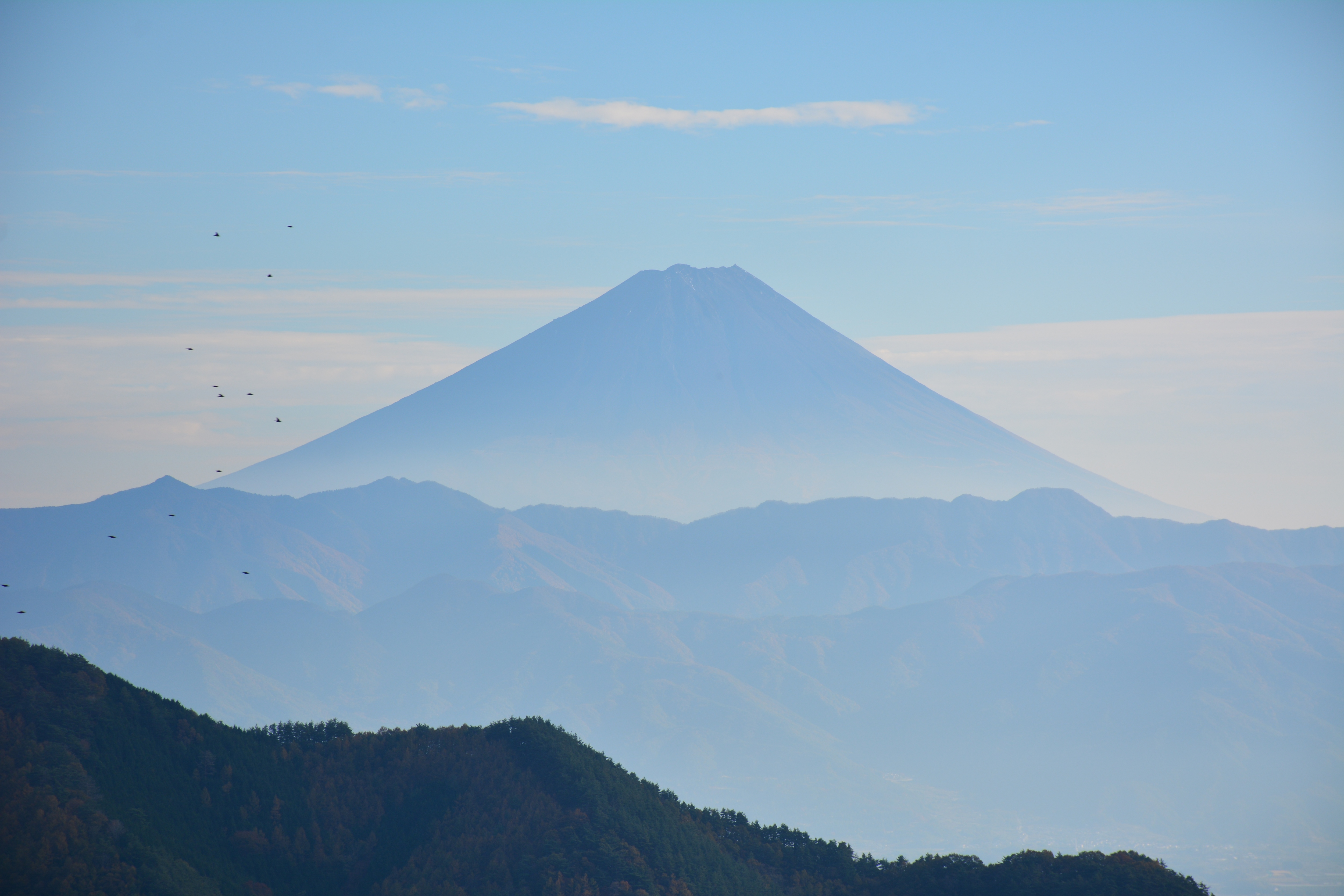
富士山を眺望（2017年11月3日撮影）

## 温泉
- 信玄の湯 湯村温泉